# Kroktjärnen (Hotagens socken, Jämtland, 709511-141685)
Kroktjärnen är en sjö i Krokoms kommun i Jämtland och ingår i Indalsälvens huvudavrinningsområde.